# Submarinos Clase L (Reino Unido)
La Clase L fue una serie de submarinos planeados dentro del programa de guerra británico de la Primera Guerra Mundial. Eran una versión mejorada de la Clase E.

## Diseño e Historia
El armamento de los submarinos se incrementó cuando se puso en servicio el torpedo de 21 pulgadas. El grupo 3 tenía en la vela del submarino dos cañones. Parte del Grupo 1 de submarinos fue configurado como dragaminas así como los L11 y L12 del Grupo 2. Del Grupo 2, los L14, L17 y del L24 al L27 fueron también configurados como dragaminas pero, además, incluían 16 minas para su colocación y se les retiró dos tubos lanzatorpedos.
La introducción de esta clase de submarinos fue tardía, y su contribución no fue significante en la Primera Guerra Mundial. El submarino L2 fue accidentalmente dañado por tres destructores estadounidenses mediante cargas de profundidad, a lo que éste consiguió sobrevivir a principios de 1918. El submarino L12 torpedeó al submarino alemán U-90. El submarino L10 torpedeó al destructor alemán S33 en octubre de 1918, pero el submarino fue hundido por el resto de destructores que acompañaban al S33.
El submarino L55 fue hundido en 1919 en una intervención naval en la guerra civil rusa por un destructor del ejército bolchevique. La nave fue rescatada por los rusos y puesta en servicio de nuevo en la armada rusa.
La Clase L sirvió a lo largo de los años 20 y la mayoría de buques fueron desguazados en la década de los 30 salvo 3, que sirvieron como barcos de entrenamiento durante la Segunda Guerra Mundial. Los 3 restantes fueron desguazados en 1946.
Partes de los incompletos submarinos de la Clase L fueron usadas para la construcción de submarinos yugoslavos de la Clase Hrabri.

## Submarinos de la clase

### Grupo 1
- HMS L1
- HMS L2
- HMS L3
- HMS L4
- HMS L5
- HMS L6
- HMS L7
- HMS L8

### Grupo 2
| - HMS L9 - HMS L10 - HMS L11 - HMS L12 - HMS L14 - HMS L15 - HMS L16 - HMS L17 - HMS L18 - HMS L19 - HMS L20 - HMS L21 | - HMS L22 - HMS L23 - HMS L24 - HMS L25 - HMS L26 - HMS L27 - L28 al L32 se rompieron tras comenzar - HMS L33 - L34 y L35 fueron cancelados - L36 al L49 no fueron ordenados - L50 y L51 fueron cancelados |

### Grupo 3
| - HMS L52 - HMS L53 - HMS L54 - HMS L55 - HMS L56 | - L57 al L68 fueron cancelados - HMS L69 - L70 fue cancelado - HMS L71 - L72 al L74 fueron cancelados |